# 블라디미르 알렉산드로비치 대공
블라디미르 알렉산드로비치 대공(러시아어: Влади́мир Александрович, 1847년 4월 22일 - 1909년 2월 17일)은 러시아 제국의 황족으로, 차르 알렉산드르 2세와 마리 폰 헤센다름슈타트 대공녀의 아들이자 알렉산드르 3세의 동생이다. 알렉산드르 2세, 알렉산드르 3세, 이후 조카인 니콜라이 2세의 치세 내내 제국의 군인으로 복무했으며 예술과 발레의 후원자로 알려졌다.

## 자녀
- 장남 알렉산드르 블라디미로비치 대공
- 차남 키릴 블라디미로비치 대공
- 3남 보리스 블라디미로비치 대공
- 4남 안드레이 블라디미로비치 대공
- 장녀 옐레나 블라디미로브나 여대공